# Charles Meredith (attore)
Charles Meredith (Knoxville, 27 agosto 1894 – Los Angeles, 28 novembre 1964) è stato un attore statunitense.

## Biografia
Nato nello Stato della Pennsylvania, a Knoxville, di bell'aspetto, Charles Meredith intraprese la carriera di attore. In possesso delle giuste caratteristiche fisiche, si trovò a ricoprire il ruolo di protagonista in alcuni film romantici. Apparve sullo schermo come partner di alcune delle star più note dell'epoca del muto, quali Blanche Sweet, Mary Miles Minter, Florence Vidor, Katherine MacDonald. 
L'attore lasciò il cinema nel 1924, preferendo recitare a teatro. Nel 1947, riprese la carriera cinematografica in ruoli da caratterista e, in seguito, apparve anche in televisione, in numerose serie tv.
Meredith si sposò nel marzo 1920 con Melba Melsing. Il 26 novembre 1932, si risposò con l'attrice Margaret Muse (1915-2006). Da questo secondo matrimonio nacque un figlio. Meredith morì il 28 novembre 1964, Muse gli sopravvisse fino al 2006.

## Filmografia

### Cinema
- L'altra metà (The Other Half), regia di King Vidor (1919)
- Parenti poveri (Poor Relations), regia di King Vidor (1919)
- Luck in Pawn, regia di Walter Edwards (1919)
- The Thirteenth Commandment, regia di Robert G. Vignola  (1920)
- Judy of Rogue's Harbor, regia di William Desmond Taylor (1920)
- L'onore familiare (The Family Honor), regia di King Vidor (1920)
- That Something, regia di Lawrence Underwood e Margery Wilson (1920)
- Simple Souls, regia di Robert Thornby (1920)
- The Perfect Woman, regia di David Kirkland (1920)
- The Ladder of Lies, regia di Tom Forman (1920)
- A Romantic Adventuress, regia di Harley Knoles (1920)
- The Little 'Fraid Lady, regia di John G. Adolfi (1920)
- The Foolish Matrons, regia di Clarence Brown e Maurice Tourneur (1921)
- Beyond, regia di William Desmond Taylor (1921)
- Contro corrente (Hail the Woman), regia di John Griffith Wray (1921)
- The Cave Girl di Joseph Franz (1921)
- The Beautiful Liar, regia di Wallace Worsley (1921)
- The Cradle, regia di Paul Powell (1922)
- Donna, sveglia! (Woman, Wake Up), regia di Marcus Harrison (1922)
- In Hollywood with Potash and Perlmutter, regia di Alfred E. Green (1924)
- L'amante immortale (Daisy Kenyon), regia di Otto Preminger (1947)
- Il miracolo delle campane (The Miracle of the Bells), regia di Irving Pichel (1948)
- Erano tutti miei figli (All My Sons), regia di Irving Reis (1948)
- La lunga attesa (Homecoming), regia di Mervyn LeRoy (1948)
- L'uomo che vorrei (Dream Girl), regia di Mitchell Leisen (1948)
- Scandalo internazionale (A Foreign Affair), regia di Billy Wilder (1948)
- La donna del bandito (The Live by Night), regia di Nicholas Ray (1948)
- La telefonista della Casa Bianca (For the Love of Mary), regia di Frederick de Cordova (1948)
- Il ragazzo dai capelli verdi (The Boy with Green Hair), regia di Joseph Losey (1948)
- Egli camminava nella notte (He Walked by Night), regia di Alfred L. Werker (1948)
- La donna ombra (The Lucky Stiff), regia di Lewis R. Foster (1949)
- Tulsa, regia di Stuart Heisler (1949)
- Streets of San Francisco, regia di George Blair (1949)
- Tokyo Joe, regia di Stuart Heisler (1949)
- Always Leave Them Laughing
- The Lady Takes a Sailor, regia di Michael Curtiz (1949)
- Sansone e Dalila (Samson and Delilah), regia di Cecil B. DeMille (1949)
- Malesia (Malaya), regia di Richard Thorpe (1949)
- Francis, il mulo parlante (Francis), regia di Arthur Lubin (1950)
- Intermezzo matrimoniale (Perfect Strangers), regia di Bretaigne Windust (1950)
- Prima colpa (Caged), regia di John Cromwell (1950)
- Le foglie d'oro (Bright Leaf), regia di Michael Curtiz (1950)
- Non ci sarà domani (Kiss Tomorrow Goodbye), regia di Gordon Douglas (1950)
- The Sun Sets at Dawn
- Counterspy Meets Scotland Yard, regia di Seymour Friedman (1950)
- I quattro cavalieri dell'Oklahoma (Al Jennings of Oklahoma), regia di Ray Nazarro (1951)
- Uniti nella vendetta
- Rotaie insanguinate
- Sabbie rosse (Along the Great Divide), regia di Raoul Walsh (1951)
- A.A. criminale cercasi
- L'altro uomo (Strangers on a Train), regia di Alfred Hitchcock (1951)
- L'ultima sfida (Fort Worth), regia di Edwin L. Marin (1951)
- Figlio di ignoti
- Squali d'acciaio (Submarine Command), regia di John Farrow (1951)
- I pirati di Barracuda
- C'è posto per tutti (Room for One More), regia di Norman Taurog (1952)
- Il tesoro dei Sequoia (The Big Trees), regia di Felix E. Feist (1952)
- Banditi senza mitra
- Paula, regia di Rudolph Maté (1952)
- Cattle Town
- Three Lives, regia di Edward Dmytryk (1953)
- Sogno di Bohème
- Un leone per la strada
- Assalto alla terra
- Anonima delitti (New York Confidential), regia di Russell Rouse (1955) - non accreditato
- Bandiera di combattimento
- Sangue di Caino
- Voi assassini
- Il cavaliere senza volto (The Lone Ranger), regia di Stuart Heisler (1956)
- Incontro sotto la pioggia
- Le tre notti di Eva
- Ritorno dall'eternità
- Il gigante (Giant), regia di George Stevens (1956)
- Sì signor generale!
- Il forte delle amazzoni (The Guns of Fort Petticoat), regia di George Marshall (1957)
- Giacomo il bello
- Anonima omicidi
- I bucanieri (The Buccaneer), regia di Anthony Quinn (1958)
- Twelve Hours to Kill, regia di Edward L. Cahn (1960)
- Una corda per il pistolero (Noose for a Gunman), regia di Edward L. Cahn (1960)
- Colpo grosso (Ocean's Eleven), regia di Lewis Milestone (1960)
- A Public Affair
- L'ammiraglio è uno strano pesce (The Incredible Mr. Limpet), regia di Arthur Lubin (1964)
- Sette giorni a maggio
- Chi giace nella mia bara?
- Pistola veloce (The Quick Gun), regia di Sidney Salkow (1964)

### Televisione
- General Electric Theater – serie TV, episodio 2x23 (1954)
- Topper – serie TV, episodio 1x32 (1954)
- The Whistler – serie TV, episodio 1x32 (1955)
- Scienza e fantasia (Science Fiction Theatre) – serie TV, episodio 1x13 (1955)
- The 20th Century-Fox Hour – serie TV, episodio 1x13 (1956)
- Climax! – serie TV, episodio 2x47 (1956)
- Conflict – serie TV, episodio 1x12 (1957)
- The Texan – serie TV, episodio 1x08 (1958)
- Peter Gunn – serie TV, episodio 1x14 (1958)
- Bonanza – serie TV, episodio 1x14 (1959)
- The Chevy Mystery Show – serie TV, 2 episodi (1960)
- Maverick – serie TV, episodio 5x03 (1961)

## Galleria d'immagini

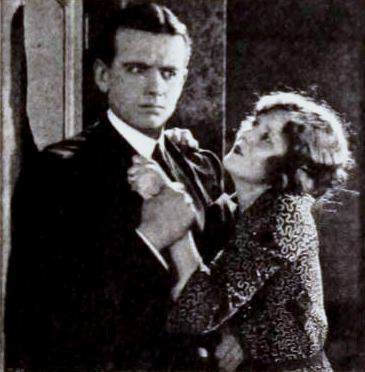
Con Doris MayThe Foolish Matrons (1921)
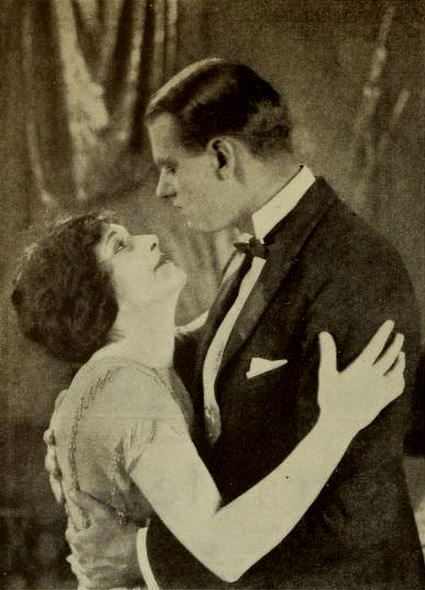
Con Anna Lehr in The Cradle (1922)
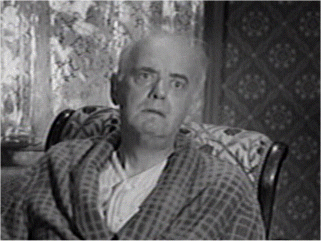